# راسپر
راسپر (به انگلیسی: Rusper) یک روستا و محله مدنی در بریتانیا است که در Horsham District واقع شده‌است. راسپر ۲۵٫۸۹ کیلومتر مربع مساحت و ۱٬۳۸۹ نفر جمعیت دارد.